# Annastift (Gemeinde Krummnußbaum)
Annastift ist eine Ortschaft in der Marktgemeinde Krummnußbaum im Bezirk Melk in Niederösterreich.
Archäologen entdeckten hier 2016 ein 18 × 9 Meter umfassendes großes Haus aus der Jungsteinzeit, nachdem bereits 1964 eine Erntesichel aus Feuerstein aufgefunden wurde, die der Altheimer Kultur zuzuordnen ist.